# Понсе (коммуна)
Понсе́ (фр. Pontcey) — коммуна во Франции, находится в регионе Франш-Конте. Департамент — Верхняя Сона. Входит в состав кантона Се-сюр-Сон-э-Сент-Альбен. Округ коммуны — Везуль.
Код INSEE коммуны — 70417.

## География
Коммуна расположена приблизительно в 310 км к юго-востоку от Парижа, в 45 км севернее Безансона, в 10 км к западу от Везуля.
По территории коммуны протекает река Дюржон.

## Население
Население коммуны на 2010 год составляло 278 человек.
| 1962 | 1968 | 1975 | 1982 | 1990 | 1999 | 2010 |
| ---- | ---- | ---- | ---- | ---- | ---- | ---- |
| 158  | 169  | 148  | 203  | 302  | 275  | 278  |

## Экономика
В 2010 году среди 199 человек трудоспособного возраста (15—64 лет) 157 были экономически активными, 42 — неактивными (показатель активности — 78,9 %, в 1999 году было 72,8 %). Из 157 активных жителей работали 151 человек (79 мужчин и 72 женщины), безработных было 6 (1 мужчина и 5 женщин). Среди 42 неактивных 19 человек были учениками или студентами, 17 — пенсионерами, 6 были неактивными по другим причинам.